# Hynobius arisanensis
Hynobius arisanensis е вид земноводно от семейство Hynobiidae. Видът е световно застрашен, със статут Уязвим.

## Разпространение
Разпространен е в Провинции в КНР и Тайван.